# Torchwood
Torchwood és un drama televisiu de ciència-ficció britànic, creat per Russell T. Davies i protagonitzat per John Barrowman i Eve Myles. Tracta sobre les maquinacions i activitats de la branca de Cardiff del fictici Institut Torchwood, que s'enfronta principalment a incidents amb extraterrestres. La BBC encarregà una sèrie inicial de tretze episodis com a spin-off de la versió recuperada del 2005 del programa de ciència-ficció Doctor Who, amb la qual està estretament entrelligada.
El programa és produït per BBC Wales, on la Cap de Drama en aquell moment, Julie Gardner, treballa com a productora executiva juntament amb Davies. Els dos primers episodis de la primera temporada de Torchwood s'estrenaren el 22 d'octubre del 2006 a BBC Three i BBC HD. La segona temporada s'estrenà a BBC Two i BBC HD el 16 de gener del 2008. La tercera temporada consta d'una minisèrie de cinc parts emeses en un període d'una setmana, i s'emetrà a BBC One.
Torchwood és una agència externa del govern britànic creada per la  Reina Victòria i que s'encarrega de buscar qualsevol fenomen sobrenatural que passi al Regne Unit, estudiar-lo i neutralitzar qualsevol possible amenaça que pugui sorgir. Com que a la ciutat de Cardiff (Regne Unit) hi ha una barrera dimensional que s'estén cada dia més, una de les bases de Torchwood es troba allà. Aquesta base, anomenada Torchwood Three, està situada (a la sèrie) sota la plaça Roald Dahl Plass, a la badia de Cardiff, on també hi ha el Millenium Center, un edifici peculiar fàcilment recognoscible en les preses aèries de la ciutat que apareixen amb profusió durant la sèrie. Torchwood Three consta de cinc membres, liderats per l'enigmàtic Capità Jack Harkness.
El nom de "Torchwood" és un anagrama de "Doctor Who". Quan es rodava la nova versió de Doctor Who de 2005, les cintes de cada capítol s'enviaven a Londres (Regne Unit) des de Cardiff titulades com Torchwood, per evitar que ningú les robés o les copiés i les posés a Internet.
En català s'emet a través del Canal 3XL.

## Idea

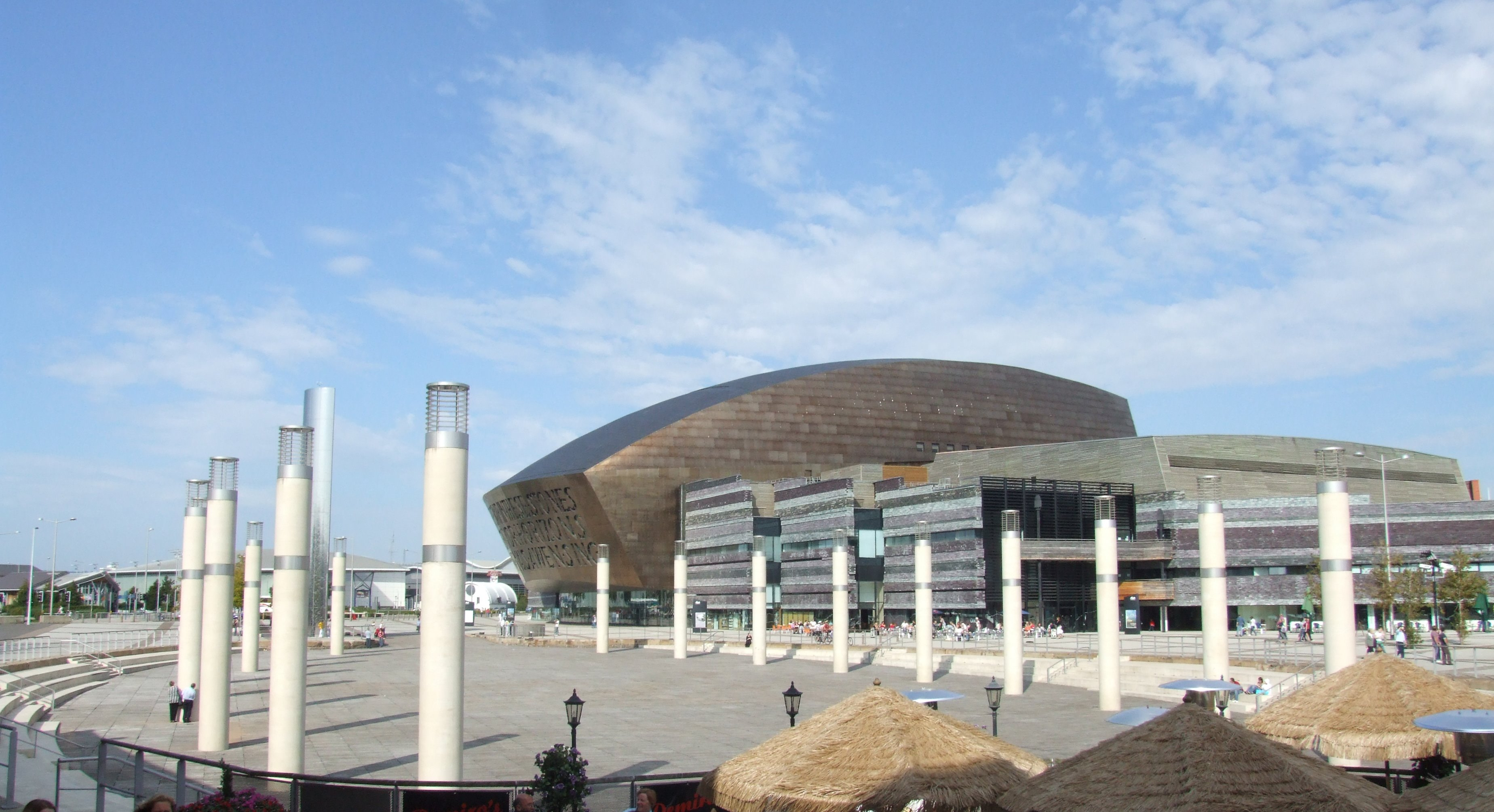
Roald Dahl Plass, amb el Millenium Center al fons, base de Torchwood a Cardiff.

El 2002, abans de la reactivació de Doctor Who, Russell T. Davies va començar a desenvolupar una idea per a una nova sèrie de ciència-ficció/drama a l'estil nord-americà com "Buffy la caçavampirs" i "Angel". Aquesta idea és nomenada en un principi com Excalibur i va ser abandonada fins al 2005, quan la BBC Three va convidar a Davies a crear una sèrie de ciència-ficció. Durant la producció el 2005, la paraula "Torchwood" (anagrama de "Doctor Who"), es va usar com a nom secret per evitar que interceptessin les cintes. Davies va assignar aquesta paraula amb la seva idea anterior d'"Excalibur" i va decidir que la sèrie seria un spin-off del Doctor Who. Posteriorment, la paraula "Torchwood" va ser incorporada en la sèrie de Doctor Who i pels mitjans de comunicació durant els anys 2005 i 2006.
La sèrie es fa a Cardiff (Gal·les) on hi ha una sucursal d'una agència anomenada Institut Torchwood, que investiga fenòmens extraterrestres utilitzant una avançada tecnologia. El capità d'aquesta sucursal és en  Capità Jack Harkness. L'organització no té res a veure amb el govern, la policia o les Nacions Unides. Els esdeveniments de la primera temporada tenen lloc poc temps després del final de la segona temporada de Doctor Who, en la que la seu de Torchwood de Londres va ser destruïda, i just abans del final de la tercera.
Un altre dels escriptors de la sèrie, a part de "Davies" és "Chris Chibnall". Entre altres escriptors estan "P.J. Hammond", "Toby Whithouse", "Helen Raynor", "Cath Tregenna", i "Noel Clarke". Russell T. Davies només va escriure el primer episodi.
En un anunci el 17 d'octubre de 2005, Stuart Murphy va descriure a Torchwood com "sinistra i psicològica ... A més de ser molt moderna". Davies a més la va descriure com "Una sèrie britànica de ciència-ficció paranoica, un programa amb el seu toc d'humor. Fosc, salvatge i sexi". Davies més tard ho descrivia com "carrerons, pluja, la ciutat". Com Torchwood és un programa emès després de les 9 del vespre, té més contingut adult que Doctor Who. Davies va dir: "Podem ser més violents i més sexuals, si volem. És molt adolescent això de veure sang i coses gore, però Torchwood serà més que això. Però és la diferència essencial entre la BBC One a les 7 pm, i la BBC Three, a les 9 pm. Cada espectador pot notar la diferència ". Segons Barrowman:
| « | I don't do any nude scenes in sèries one; they're saving that for the next sèries! I don't have a problem with getting mi kit off. As long as they pay me the right money, I'm ready to get out my cock and balls. | » |

| « | Jo no he realitzat cap escena de nus a la primera temporada. Això ho estan reservant per les pròximes sèries! No tinc problemes en treure'm la roba. Mentre em paguin la quantitat adequada, sóc capaç de mostrar el meu penis i les meves boles.. | » |

Davies també va fer broma a la BBC Radio Wales dient que Torchwood és el "Doctor Who per a adults". Les primeres escenes de la sèrie, com capítols d'"El Primer Dia" o "Perduts en el Temps", mostren a parelles del mateix sexe fent-se petons, o fins i tot ús del llenguatge groller.

## Repartiment
Torchwood, a diferència de la seva sèrie d'origen, se centra en un grup reduït que sempre és el mateix. Els successos estan ambientats a Torchwood Tres, localitzat a Cardiff. Està localitzat en aquesta ciutat perquè hi ha una fissura espaciotemporal que la travessa. El grup està compost pel  Capità Jack Harkness (John Barrowman), Gwen Cooper (Eve Myles), el doctor Owen Harper (Burn Gorman), l'experta en ordinadors, Toshiko Sato (Naoko Mori) i l'ajudant Ianto Jones (Gareth David-LLoyed). A més apareix el nòvio de la Gwen, Rhys Williams, que no està al corrent de la nova feina de la seva promesa.
Abans de l'estrena de la sèrie, en la publicitat apareixia sempre la Suzie Costello com a integrant de l'equip, però la seva vida va acabar inesperadament en el primer episodi. Més tard va tornar a fer acte de presència com una enemiga.
Altres personatges que han aparegut són Lisa Hallet com Caroline Chikezie i Diane Holmes com Louise Delamere. Al final de la primera temporada, Bilis Manger apareix com a dolent. La mare de la Toshiko és interpretada per Noriko Aida. Martha Jones de Doctor Who -interpretada per Freeman Agyeman-, apareix durant tres episodis de Torchwood abans de tornar a aparèixer a la quarta temporada de Doctor Who.

### Personatges

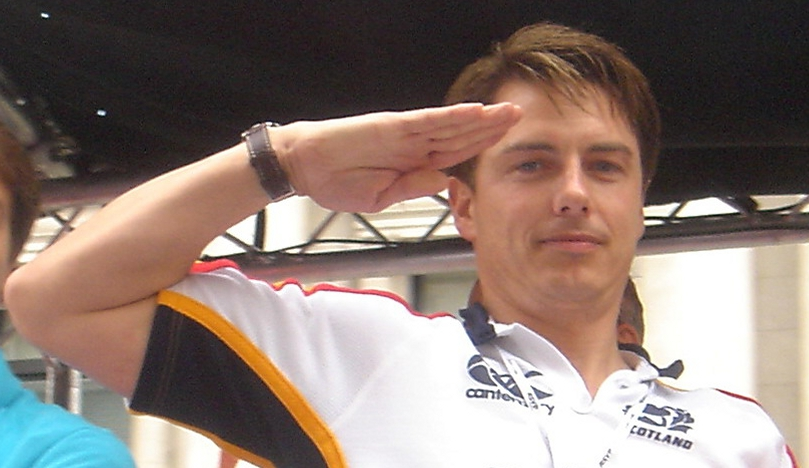
John Barrowman interpretant el Capità Jack Harkness.

| Actor              | Personatge           | Descripció |
| ------------------ | -------------------- | --- |
| John Barrowman     | Capità Jack Harkness | Líder de l'equip. Originàriament un viatger del temps del Segle 51, el destí el porta a treballar per Torchwood. Envoltat pel misteri, els seus companys amb prou feines el coneixen. Si bé treballa en Torchwood mogut pels seus propis interessos, la seva dedicació i la seva determinació a protegir la humanitat són inqüestionables. En els primers episodis només Gwen coneix el seu increïble secret: és immortal. |
| Eve Myles          | Gwen Cooper          | Enllaç policial. Gwen va entrar a formar part de Torchwood després de la baixa d'un dels seus membres, Suzie Costello, i ara es debat entre la devoció absorbent del seu treball i l'amor el seu nòvio Rhys. En els primers episodis l'espectador s'endinsa en el món de Torchwood a través dels ulls de Gwen. |
| Burn Gorman        | Owen Harper          | Doctor en medicina i segon al comandament. Owen té una certa facilitat amb les dones, la qual cosa el porta a viure més d'una aventura, fins i tot amb algun membre de l'equip. Immadur i arrogant, la seva actitud el conduirà a més d'un frec amb els seus companys. |
| Naoko Mori         | Toshiko Sato         | Especialista en ordinadors. Molt intel·ligent i desperta, Toshiko és una geni de la informàtica, encara que de vegades se sent infravalorada pels seus companys. Eficient i absorbida pel seu treball, és molt reservada pel que fa a la seva vida personal. |
| Gareth David-Lloyd | Ianto Jones          | Encarregat de suport. Ianto aconsegueix tot el que els seus companys necessiten, lliga els caps per lligar, s'encarrega de l'oficina de turisme que serveix de tapadora per a la base de Torchwood i ha elevat el preparar cafè a un art. Un dels pocs supervivents de Torchwood Londres després de la seva destrucció, Ianto amaga més d'un secret ia més és amant de Jack.                                               |

## Producció
La primera temporada de Torchwood va ser filmada del maig de 2006 fins al novembre del mateix any.
Per a la segona temporada, el Lead Writer Chris Chibnal va escriure el primer episodi i els tres últims. Tant Catherine Tregenna com Helen Raynor van escriure dos capítols, i així amb altres autors. Es va anunciar que Russell T. Davies escriuria gran quantitat d'episodis, però a causa de la seva ocupació amb Doctor Who, no en va escriure cap.

### Children of Earth
La tercera temporada es va començar a gravar a l'agost de 2008, una minisèrie de cinc episodis que es van estrenar en cinc nits consecutives durant el 2009. Russell T. Davies i Julia Gardner segueixen sent els productors executius, i Peter Bennet, un de nou. Euros Lyn va dirigir els cinc episodis i Russell T. Davies va supervisar per sobre els episodis, escrivint-ne l'últim i el primer. James Moran es va ocupar del tercer i en John Fay dels dos restants. La tercera temporada es va anomenar Children of Earth.
Aquesta temporada ha donat molt d'èxit a la sèrie, ja que el nou format ha triplicat l'audiència de les 2 primeres temporades.

### Miracle Day
Es tracta del nom de la quarta temporada de la sèrie. Va estrenar-se l'estiu del (2011) i consta de deu episodis que conformen un cop més una única història com va passar amb Children Of Earth. Hi ha un nivell argumental semblant o superior al vist en l'anterior temporada.
En aquesta nova temporada es presenten alguns dels nous membres que formaran Torchwood Cinc. La sinopsi es va presentar oficialment per l'equip de producció de MD:
"En investigar una conspiració global, l'agent de la CIA Rex Matheson descobreix una amenaça que afecta tota la raça humana.
Les respostes semblen estar en un antic institut secret britànic conegut només com a Torchwood. Però Torchwood va ser destruït fa anys, i les claus de l'institut les tenen els seus dos únics supervivents: l'ex-policia Gwen Cooper, molt de temps desapareguda amb el seu marit i filla, i el misteriós Capità Jack Harkness, un home de la qual la història sembla retrocedir segles.
Amb en Rex sent atacat per totes bandes, tant als EUA com al Regne Unit, aviat descobreix que hi ha forces en cada nivell de la societat decidides a impedir el retorn de Torchwood. Mentre una cadena de successos arreu del món uneix als individus més diferents i improbables -incloent un metge, un assassí, senadors i CEO- un nou equip Torchwood pren forma. Però aquesta vegada, l'amenaça és molt més propera, quan descobreixen que el seu pitjor enemic és la pròpia humanitat... "

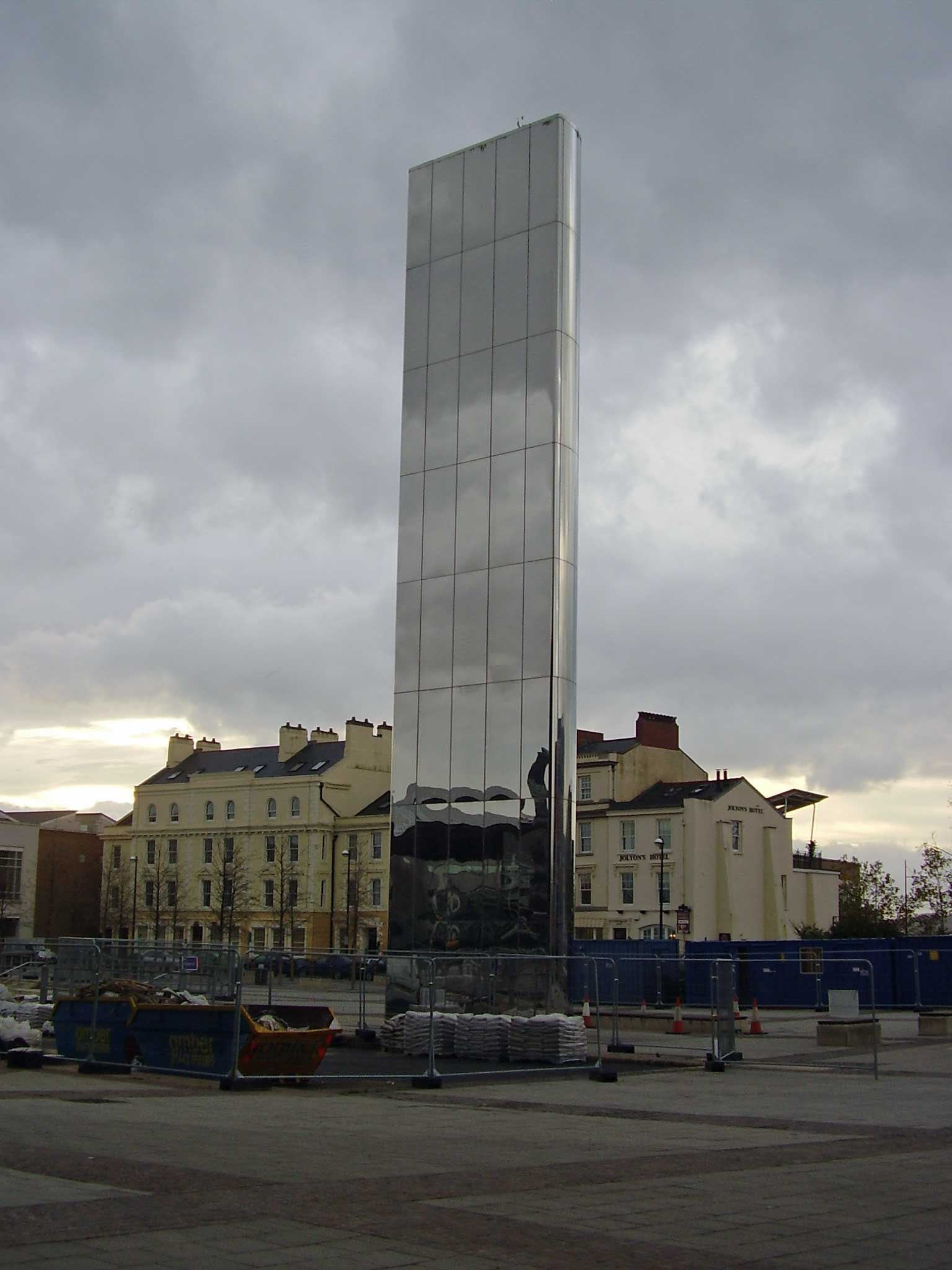
Wales Millennium Centre-Torchwood.

A més, en les noves trames s'introdueixen alguns personatges nous a part d'en Rex, l'agent de la CIA. S'ha parlat d'una jove agent de la CIA que mantindrà una relació amb en Rex. El tercer personatge conegut es diu Oliver Jones, un assassí maligne i perillós que formarà part de l'amenaça a la qual farà front l'equip. Finalment, Torchwood inclou des del principi un nou membre: el doctor Vera Juárez. A més, el personatge d'en Rhys, marit de la Gwen, i la seva filla formaran part activa de les missions de l'equip.
Les gravacions de la sèrie es van fer fora de Cardiff, treballant als Estats Units i fins i tot a Singapur. La temporada s'estrenà simultàniament als Estats Units i al Regne Unit.
L'estrena va ser el 8 de juliol de 2011.

## Escenografia
Torchwood ha estat filmada i desenvolupada majoritàriament a la ciutat de Cardiff. Els productors de Torchwood ambienten la zona com un centre urbà, que a més a més és modern, contrastant, així, amb l'estereotip antic de Gal·les. La gravació també ha tingut lloc en zones de fora de la ciutat, com Merthyr Tydfil. En la quarta temporada el rodatge s'ha fet, en part, als EUA i a Singapur.
La caserna general de l'equip, anomenat The Hub, està sota la Roald Dahl Plass situada a la "Badia de Cardiff", coneguda també com l'Oval Basin. L'edifici de "The Hub" té tres pisos d'alçada, amb una gran columna d'aigua al bell mig de les instal·lacions, on a la base d'aquesta columna d'aigua s'hi troba la màquina de la fissura  espaciotemporal.

## Trames argumentals
Torchwood juga amb molts temes LGBT, sobretot amb la bisexualitat. Pràcticament la totalitat dels personatges han tingut alguna trobada amb algú del mateix sexe durant el decurs de la primera temporada, de manera que el diari britànic The Sun va descriure a tots els personatges de la sèrie Torchwood com a bisexuals, mai sent discutida aquesta flexibilitat sexual per la resta de companys d'equip.
El creador de la sèrie, Russell T. Davies, anomena al Capità Jack Harkness omnisexual, ja que manté relacions amb homes, dones,  alienígenes, etc.